# Marianne Hinners
Marianne Hinners es una deportista alemana que compitió en natación. Ganó dos medallas de oro en el Campeonato Europeo de Natación en Piscina Corta, en los años 1996 y 1998, ambas en la prueba de 4 × 50 m libre.

## Palmarés internacional
| Campeonato Europeo en Piscina Corta | Campeonato Europeo en Piscina Corta | Campeonato Europeo en Piscina Corta | Campeonato Europeo en Piscina Corta |
| Año                                 | Lugar                               | Medalla                             | Prueba                              |
| ----------------------------------- | ----------------------------------- | ----------------------------------- | ----------------------------------- |
| 1996                                | Rostock (Alemania)                  | Medalla de oro                      | 4 × 50 m libre                      |
| 1998                                | Sheffield (Reino Unido)             | Medalla de oro                      | 4 × 50 m libre                      |